# Калгун (округ, Арканзас)
Шаблон:StateAbbr_ 33°34′15″ пн. ш. 92°31′25″ зх. д. / 33.570833333333° пн. ш. 92.523611111111° зх. д.
Округ Калгун (англ. Calhoun County) — округ (графство) у штаті Арканзас. Ідентифікатор округу 05013.

## Історія
Округ утворений 1850 року.

## Демографія
За даними перепису
2000 року
загальне населення округу становило 5744 осіб, усе сільське.
Серед мешканців округу чоловіків було 2763, а жінок — 2981. В окрузі було 2317 домогосподарств, 1629 родин, які мешкали в 3012 будинках.
Середній розмір родини становив 2,94.
Віковий розподіл населення поданий у таблиці:
| Стать    | До 15 років | 15-21 | 22-29 | 30-39 | 40-49 | 50-65 | 65-85 | Понад 85 |
| -------- | ----------- | ----- | ----- | ----- | ----- | ----- | ----- | -------- |
| Чоловіки | 587         | 259   | 223   | 391   | 450   | 487   | 341   | 25       |
| Жінки    | 552         | 253   | 239   | 439   | 436   | 511   | 450   | 101      |

## Суміжні округи
- Даллас — північ
- Клівленд — північний схід
- Бредлі — схід
- Юніон — південь
- Вошіта — захід

## Виноски
1. ↑  U.S. Decennial Census. United States Census Bureau. Архів оригіналу за 26 лютого 2013. Процитовано 25 серпня 2015.
2. ↑  Historical Census Browser. University of Virginia Library. Архів оригіналу за 12 грудня 2009. Процитовано 25 серпня 2015.
3. ↑  Forstall, Richard L., ред. (27 березня 1995). Population of Counties by Decennial Census: 1900 to 1990. United States Census Bureau. Архів оригіналу за 24 вересня 2015. Процитовано 25 серпня 2015.
4. ↑  Census 2000 PHC-T-4. Ranking Tables for Counties: 1990 and 2000 (PDF). United States Census Bureau. 2 квітня 2001. Архів оригіналу (PDF) за 18 грудня 2014. Процитовано 25 серпня 2015.
5. ↑  State & County QuickFacts. United States Census Bureau. Архів оригіналу за 7 липня 2011. Процитовано 20 травня 2014.(англ.) Наведено за англійською вікіпедією.
6. ↑  American FactFinder. Бюро перепису населення США. Архів оригіналу за 29 липня 2011. Процитовано 31 січня 2008.

| США | Це незавершена стаття з географії США. Ви можете допомогти проєкту, виправивши або дописавши її. |